# Hemaris dentata
Hemaris dentata är en fjärilsart som beskrevs av Otto Staudinger 1887. Hemaris dentata ingår i släktet Hemaris och familjen svärmare. Inga underarter finns listade i Catalogue of Life.